# Llei de Poe
La llei de Poe, anomenada en honor de l'autor, Nathan Poe, és un adagi d'Internet que reflecteix la idea que, sense una clara indicació de la intenció de l'autor, resulta difícil o fins i tot impossible determinar la diferència entre una expressió d'extremisme autèntica i una paròdia de l'extremisme.

## Història
La "llei de Poe" va ser escrita originalment per Nathan Poe el 2005, en un missatge a christianforums.com, un fòrum cristià a Internet. El missatge va ser escrit en el context d'un debat sobre el creacionisme, en el que una publicació anterior remarcava a un altre usuari que:
| «               | (català) Encara sort que has inclòs la emoticona de picada d'ull. O si no pensarem que ho dius seriosament. | (anglès) Good thing you included the winky. Otherwise people might think you are serious. | » |
| — Pete Harcoff, | |                                                                                           |   |

Poe va respondre que:
| «             | (català) Sense la emoticona de la picada d'ull o altra mostra flagrant d'humor, és literalment impossible parodiar un creacionista de tal manera que "algú altre" no interpreti erròniament l'article original | (anglès) Without a winking smiley or other blatant display of humor, it is [sic] impossible to parody a Creationist in such a way that someone won't mistake for the genuine article. | » |
| — Nathan Poe, | | |   |

L'apunt original de la Llei de Poe especificava originalment al creacionisme, però després va ser generalitzada per aplicar-se cap a qualsevol mena de fonamentalisme o extremisme.
En part, la publicació de Poe és sovint referenciada en fòrums d'Internet, per la necessitat d'aclarir el sarcasme i paròdia (per exemple amb una emoticona de somriure per aclarir confusions. Tal com el 1983, Jerry Schwarz va escriure a Usenet:
| «                | (català) Alerta amb el sarcasme i els comentaris graciosos. Sense una flexió de la veu i el llenguatge corporal de la comunicació personal podeu ser fàcilment malinterpretats. Una emoticona de somriure de costat, :-), ha esdevingut àmpliament acceptat a la xarxa com un indicador de "Només estic fent broma". Si publiques un comentari satíric sense aquest símbol, no importa com d'òbvia et sembli la sàtira; no et sorprenguis si la gent et pren seriosament. | (anglès) Avoid sarcasm and facetious remarks. Without the voice inflection and body language of personal communication these are easily misinterpreted. A sideways smile, :-), has become widely accepted on the net as an indication that "I'm only kidding". If you submit a satiric item without this symbol, no matter how obvious the satire is to you, do not be surprised if people take it seriously. | » |
| — Jerry Schwarz, | | |   |